# Arjen Livyns
Arjen Livyns, né le 1er septembre 1994 à Waregem, est un coureur cycliste belge.

## Biographie
En 2016, Arjen Lyvins se distingue sur des courses nationales en terminant deuxième du Tour du Piémont Vosgien et huitième du Tour du Jura, ou encore dixième du Tour de la Bidassoa, au Pays basque espagnol. Il rejoint ensuite l'équipe continentale Verandas Willems à partir du mois d'aout en tant que stagiaire. Avec cette formation, il se distingue parmi les professionnels en prenant la septième place du Grand Prix Jef Scherens.
En 2017, il rejoint l'équipe Pauwels Sauzen-Vastgoedservice. Au mois d'avril, il se classe quatrième de la Flèche ardennaise, puis deuxième du Grand Prix Criquielion.
En 2018, il s'engage avec la nouvelle équipe continentale néerlandaise BEAT Cycling Club, qu'il quitte dès le mois de mars pour devenir professionnel au sein de Verandas Willems-Crelan.
Pour la saison 2023,Arjen Lyvins rejoint la formation Lotto-Dstny.
En 2025, il se fait remarquer lors de Gand-Wevelgem où il est le seul coureur à pouvoir revenir sur le futur vainqueur Mads Pedersen avant de devoir lâcher prise. Quelques jours plus tard, il se classe pour la première fois dans le top 10 d'une course d'un jour de l'UCI World Tour en terminant à la 8e place d'À travers les Flandres arrivant dans sa ville natale de Waregem.

## Palmarès et résultats

### Palmarès par année
- 2016
  - 2e du Tour du Piémont Vosgien
  - 3e du Circuit du Westhoek
  - 2e du championnat de Belgique du contre-la-montre par équipes
- 2017
  - Vainqueur de la Topcompétition
  - 2e du Grand Prix Criquielion
  - 3e de la Flèche du port d'Anvers
- 2019
  - Grand Prix Briek Schotte
- 2020
  - 2e du Grand Prix de Lillers-Souvenir Bruno Comini
- 2024
  - 2e de la Ruddervoorde Koerse
- 2025
  - 8e d'À travers les Flandres

### Résultats sur les grands tours

#### Tour d'Espagne
1 participation
- 2024 : 91e

### Classements mondiaux
| Année                                 | 2016  | 2017 | 2018  | 2019 | 2020 | 2021 | 2022 | 2023 | 2024 |
| ------------------------------------- | ----- | ---- | ----- | ---- | ---- | ---- | ---- | ---- | ---- |
| Classement mondial                    | 1201e | 739e | 1862e | 708e | 291e | 484e | 502e | 756e | 504e |
| UCI Europe Tour                       | 823e  | 455e | 1902e | 520e | 239e | 392e | 399e | nc   | nc   |
|                                       |       |      |       |      |      |      |      |      |      |
| Légende : nc = non classéSource : UCI |       |      |       |      |      |      |      |      |      |